# Louis Feuillade
Louis Feuillade (Lunèl, Erau, 19 de febrer de 1873 – Niça, 25 de febrer de 1925) va ser un director francès de cinema mut.

## Biografia

### Inicis
Procedent d'una família de corredors de vins del Llenguadoc, després d'estudiar a Brinhac, al Petit Seminari de Carcassona i a Montpeller, el jove Lluís va mostrar ràpidament el seu gust per la literatura. Escriu moltes obres de teatre, drames o vodevils, i publica poemes a la premsa local on també és comentartista al setmanari Le Torero. Va escriure un fulletó inacabat, Mémoires d'un toréador français, publicat pòstumanent.
L'any 1898, en morir els seus pares, va deixar el negoci familiar en mans dels seus germans i va marxar a París on va començar com a periodista al diari La Croix. Aficionat a la tauromàquia, va fundar amb Étienne Arnaud el "Tori-Club parisien" on va conèixer a André Heuzé, dramaturg, guionista i també aficionat a la tauromàquia. Va ser a través d'aquest últim que Feuillade va entrar en contacte amb el cinema.
El setembre de 1903 va fundar un setmanari satíric, La Tomate, l'existència del qual no va superar els tres mesos. Després col·laborà amb el Soleil (1904), un diari de tendència monàrquica, després amb la Revue mondiale com a secretari de redacció. Aconsegueix que es representin algunes obres com Le Clos, un acte en vers presentat a Besiers l'any 1905 i del qual és coautor. El mateix any va presentar uns quants guions a Gaumont, una empresa originàriament centrada en la fotografia, però que desenvolupa ambicions cinematogràfiques.
Coneix Alice Guy, la primera dona directora de la història del cinema, de la qual es converteix en guionista.
El 1906, va codirigir, amb la seva protectora, uns quants curtmetratges que s'han perdut. Aleshores es converteix en el responsable total de les seves pel·lícules (de les quals sempre escriu els guions, amb poques excepcions). La seva primera pel·lícula personal identificada fins ara és còmica: C'est papa qui prend la purge (1907).
El 1907, Alice Guy va haver de seguir el seu marit Herbert Blaché, que va ser nomenat cap de la branca de Gaumont a Berlín, i va suggerir a Léon Gaumont que Feuillade fos nomenat director artístic. Des de l'1 d'abril de 1907, va ser responsable de les eleccions artístiques d'una companyia cinematogràfica francesa l'ambició de la qual era competir amb la casa Pathé.
Treballador incansable, en vint anys va fer uns vuit-cents curts i migmetratges, més de dos terços dels quals ja han desaparegut. Filma amb el rigor documental dels germans Lumière i la fantasia de Georges Méliès, de qui es converteix en el gran rival. Abarca tots els gèneres: burlesc, melodrames, fantasia humorística, anticipació, pel·lícules històriques i fins i tot “pèplums” que tracten la mitologia, la història sagrada o l'època romana.
El 1906, va inspirar a Alice Guy idees per a curtmetratges taurins: Courses de taureaux à Nîmes, Passes du toreador Machaquito, filmats a l'amfiteatre de Nimes.
El 1908, va realitzar una sèrie de pel·lícules medievals a la Ciutat fortificada de Carcassona, de les quals només queden postals del fotògraf Michel Jordy, que representen escenes de rodatge. Aquest és un dels primers rodatges de cinema mut realitzats a l'aire lliure.
El 1910, Louis Feuillade va ser un dels inventors de la telenovel·la al cinema amb la seva sèrie sobre Bébé, interpretada pel jove René Dary amb només cinc anys i que va rodar prop de 70 pel·lícules en tres anys. El 1913 li va seguir una altra sèrie amb un nen, Bout de Zan interpretada per René Poyen.
Mentrestant, el 1910, per contrarestar Le Film d'art (l'Assassinat du Duc de Guise), Louis Feuillade va promoure la sèrie Gaumont "Le Film esthétique", per a la qual posa en escena les obres religioses Pater, Les Sept Péchés capitaux, La Nativité, La Vierge d'Argos i altres històries inspirades en la civilització greco-romana. Aquest intent no va tenir l'èxit esperat i es va interrompre l'any següent. Feuillade emprèn llavors La Vie telle qu'elle est, una nova sèrie de pel·lícules que se suposa que mostren "escenes de la vida real", competint amb la sèrie d'aquest nom de la Vitagraph. Finalment, una altra sèrie La Vie drôle, basada en temes de vodevil, es va rodar el 1913 i el 1914.
L'any 1914 va anar a Espanya per produir dues obres de ficció que il·lustressin el tema taurí: Les Fiancés de Séville on un torero gelós del pintor que va pintar el retrat de la seva promesa el va apunyalar abans de suïcidar-se a la plaça de toros. La declaració de guerra no li permet completar la seva segona pel·lícula espanyola, però una de les seqüències rodades en aquell moment s'inclourà al sisè episodi de Vampires que porta el títol Les Yeux qui fascinent (1916).

### Les sèries

Fantômas es prepara per comprometre el pintor Jacques Dollon en l'assassinat de la baronessa de Vibray (Le Mort qui tue, 1913).

El 1913, Louis Feuillade adapta la novel·la Fantômas de Marcel Allain i Pierre Souvestre a la pantalla gran amb René Navarre transformat en un emperador del crim mentre que Georges Melchior és el periodista Fandor i Edmond Bréon l’inspector Juve. Els espectadors s'estremeixen i sempre demanen més. L'èxit és fenomenal. Es fan cinc episodis Fantômas, Juve contre Fantômas, Le Mort qui tue, Fantômas contre Fantômas i Le Faux Magistrat.
La guerra sorprèn Feuillade enmig del rodatge. Són cridats a files tècnics i artistes en edat de treballar, com René Navarre. Les autoritzacions per a projeccions de pel·lícules són rares. Tanmateix, a principis de 1915, a instàncies del seu cap, Feuillade va tornar a agafar les seves càmeres i va produir uns quants drames patriòtics (Deux Françaises, Union sacrée) abans de ser cridat ell també. Llicenciat el juliol de 1915 per problemes de cor, va reprendre immediatament les seves funcions dins de la casa Gaumont.

Irma Vep (Musidora) es revela davant la banda dels Vampires a l'escenari del cabarets « Chat-Huant »
(Les Vampires, episodi « Le Maître de la foudre », 1915).

Pathé anuncia la presentació francesa de la pel·lícula episòdica Les Mystères de New York (The Exploits of Elaine) presentada en forma de cinenovel·la: el públic va llegir la sèrie a la premsa abans d'anar a veure la pel·lícula als cinemes. La resposta de Gaumont va ser Les Vampires. Calia una actriu que pogués competir amb Pearl White: Musidora, que treballava amb Feuillade des de l'any anterior (Severo Torelli) és Irma Vep, la musa dels misteriosos "Vampires", una seductora i inquietant encarnació de les forces del mal. L'actor principal, Édouard Mathé, va substituir Navarre dins l'equip. En el paper del reporter Philippe Guérande, lluita, no sense dificultats, contra aquestes forces fosques, amb l'ajuda d'un “vampir” penedit, Mazamette, encarnat pel còmic Marcel Lévesque. La sèrie inclou 10 pel·lícules projectades durant tantes setmanes consecutives.
El veritable prefecte de policia de París, molest en veure ridiculitzar la seva policia, va prohibir durant un temps les projeccions públiques de la pel·lícula. Elogiat pels surrealistes, Les Vampires segueix sent el cim de la carrera de Feuillade.
Més d'acord amb la moral burgesa, Judex, una pel·lícula-novel·la de 12 capítols presentada a finals de 1916, dona més valor a l'heroi positiu. Interpretats per René Cresté i Musidora, els protagonistes, Judex i Diana Monti, es disputen per causes oposades, la fortuna d'un banquer corrupte. La seqüela publicada l'any següent, La Nouvelle Mission de Judex, es considera generalment menys reeixida.
Menys conegut però més estètic, els dotze episodis de Tih Minh (1919) amb l'exòtica Mary Harald, actriu britànica nascuda a Hong-Kong i els de Barrabas  (1919), amb el veterà Gaston Michel en el paper del mestre del crim i on Georges Biscot pren el relleu de Marcel Lévesque al registre del còmic.
A Vendémiaire (1919), un himne a la vinya, font de vida, un retorn als orígens de l'Erau, Louis Feuillade posa en escena un oficial que ha quedat cec després d'una ferida en combat i que acull a la seva propietat els refugiats expulsats pel conflicte de la Primera Guerra Mundial.

### Els anys 1920

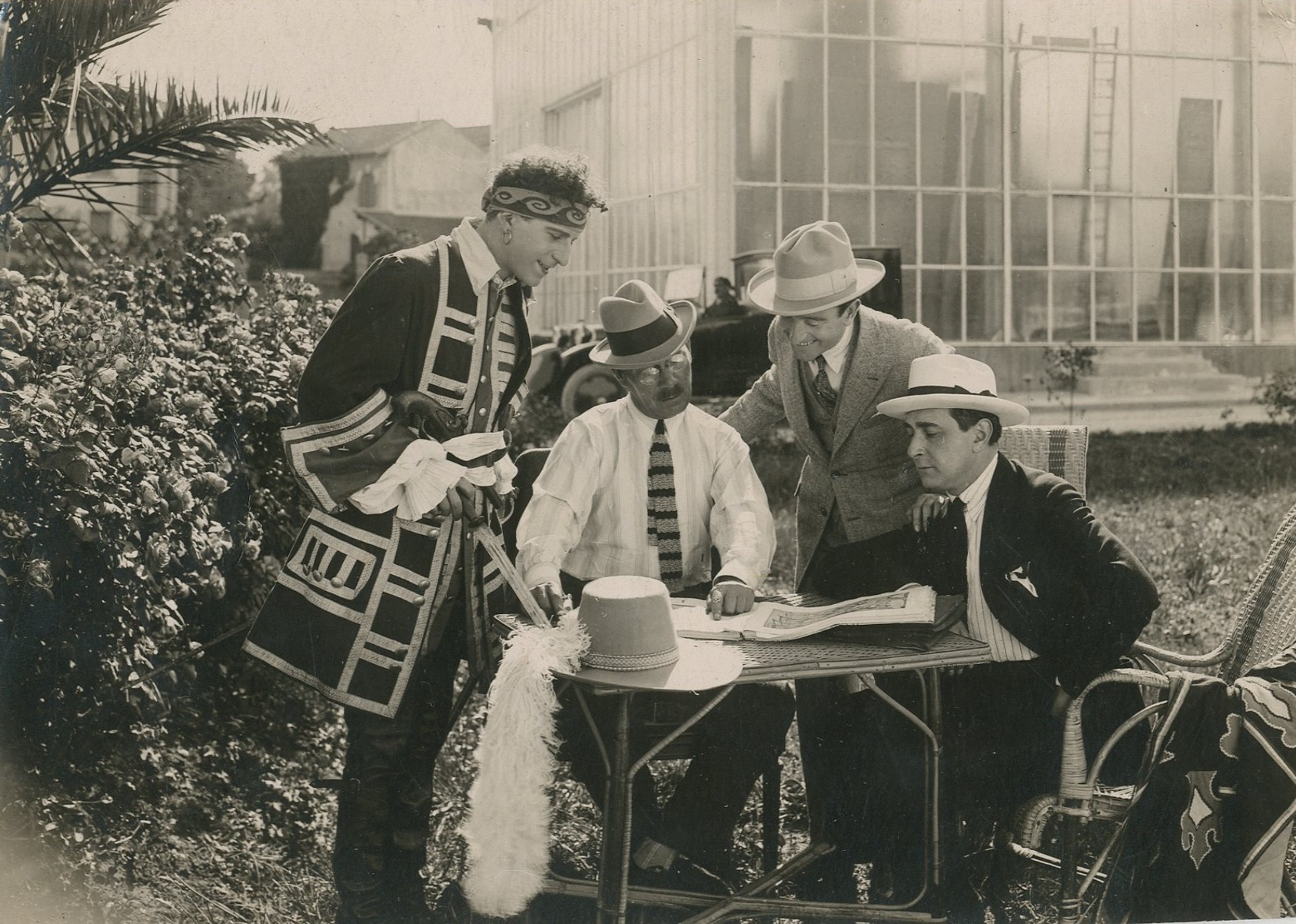
Louis Feuillade al rodatge de "Le Fils du Flibustier"

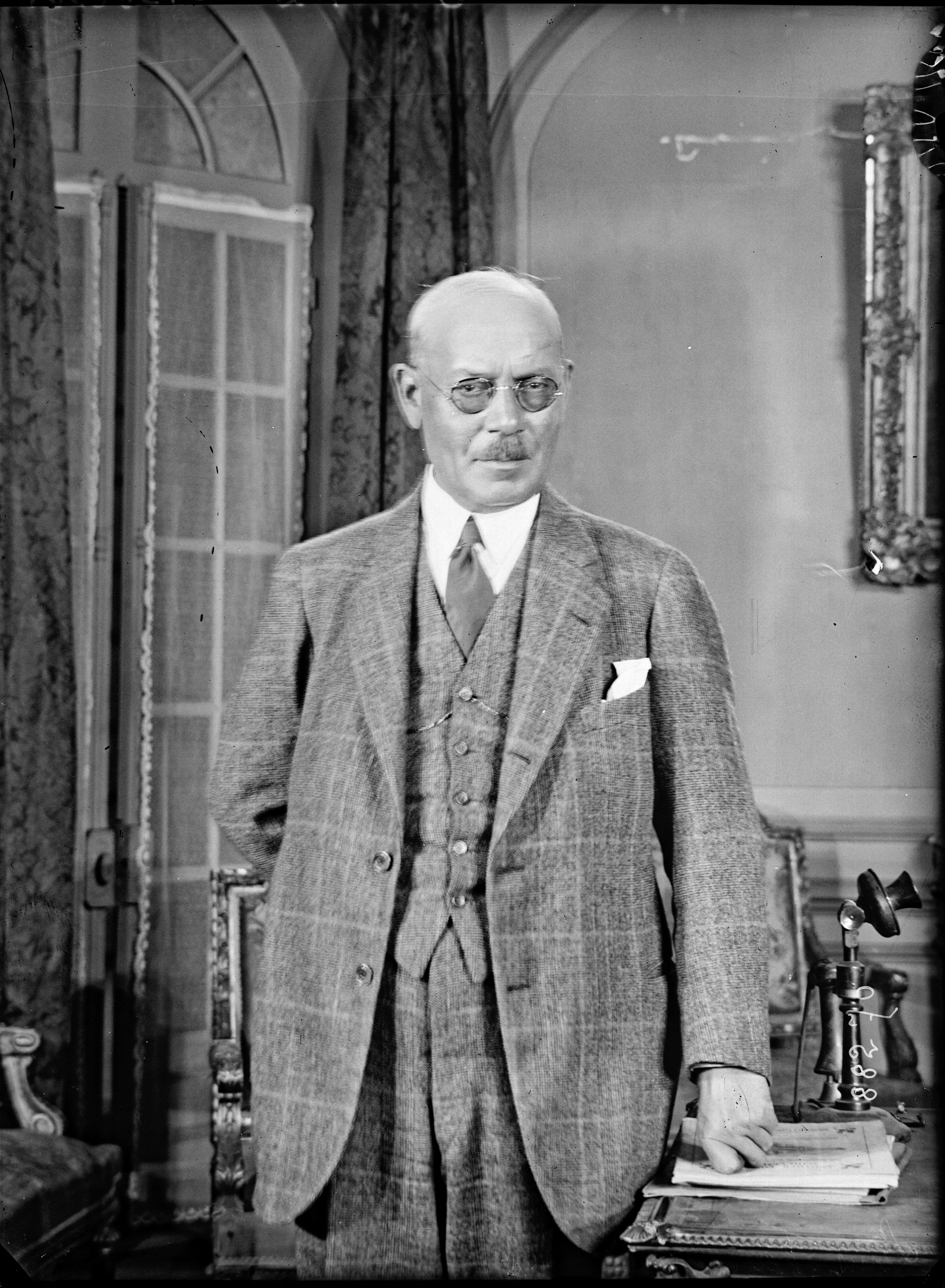
Louis Feuillade el 1923 (fotografia agence Rol).

Amb el retorn de la pau, la decència i la moral estan a l'ordre del dia, i per a Feuillade les sèries de la nova dècada giren clarament pel costat del melodrama. De Deux Gamines (1921), el crim triomfal deixa pas a la innocència perseguida. El romanç familiar, fins ara subjacent a les seves pel·lícules episòdiques de Feuillade, ara passa a primer pla. Al seu grup habitual d'actors, el director ha afegit la ballarina Sandra Milowanoff, procedent dels ballets russos de Serguei Diàguilev. La pel·lícula li va donar fama immediatament. Les Deux Gamines, presentada al Gaumont-Palace de gener a abril de 1921, va ser aclamada pel públic. Els següents episodis de Feuillade seran sempre rebuts pel públic amb el major favor. Però no tornarà a tenir un èxit similar.
Entre dues cinenovel·les, l'infatigable Feuillade posa en escena, sempre amb Biscot, els cinc vodevils de la sèrie Belle Humeur, entre 1921 i 1922. Si la comèdia no és sempre d'una gran lleugeresa, sempre és d'una eficàcia real i el to del conjunt de la sèrie no desmenteix el seu títol. A les dues sèries següents, L'Orpheline (1921) i Parisette (1922), on trobem Sandra Milowanoff, però també un jove que es deia René Clair.
Le Fils du Flibustier (1922), la seva darrera cinenovel·la en 12 capítols, està més orientada a l'aventura i dona l'oportunitat a Aimé Simon-Girard, acabat de coronar el seu èxit a Els tres mosqueters (1921) de Henri Diamant-Berger, de recompondre un personatge giratori i combatiu en una obra on realitat i imaginació es barregen amb habilitat.
El 1922 va ser amb l'actriu Musidora que va tornar al fil taurí: Soleil et Ombre, després el 1924 La Tierra de los toros dues pel·lícules en què figura el rejoneador cordovès Antonio Cañero.
El 1923, la moda de la pel·lícula episòdica va començar a esgotar-se. Vindicta, l'acció de la qual té lloc al segle XVIII a la Provença i les Illes, només té cinc "períodes".
Una nena de sis anys, Bouboule, que Mistinguett va descobrir per primera vegada, resulta, davant la càmera de Feuillade, una autèntica bèstia del cinema, amb una espontaneïtat sorprenent. Des de la seva primera aparició a Le Gamin de Paris, estrenada a finals de 1923, el públic només tenia ulls per a ella. Tanmateix, només té un paper modest en aquesta pel·lícula en què els protagonistes són Sandra Milowanoff i René Poyen, ex-Bout-de-Zan.
Feuillade dedica tot l'any 1924 a la seva jove estrella, de la qual René Poyen és la pareulla habitual. Després de La Gosseline, La Fille bien gardée, els va posar en escena en una telenovel·la en sis episodis,  L'Orphelin de Paris. Les dues millors pel·lícules del jove duet, però, són Pierrot, Pierrette i Lucette, en què es mostren commovedors.
Esgotat per una vida de treball ininterromput, obligat a descansar completament durant l'estiu de 1924, Louis Feuillade va fer les seves dues últimes pel·lícules amb l'ajuda del seu gendre, Maurice Champreux. Va morir als 52 anys, el 26 de febrer de 1925, a Niça, com a conseqüència d'una peritonitis, pocs dies després de completar Le Stigmate . Està enterrat al cementiri de Sant Gerard a Lunèl.

### Vida privada
El 31 d'octubre de 1895 Louis Feuillade es va casar amb Léontine Jaujou, filla d'un comerciant de fruites de Lunèl. D'aquesta unió neix una filla, Isabelle Feuillade, a la qual roman molt a prop i que es casa amb el seu operador principal Maurice Champreux.
La seva dona Léontine Feuillade (de soltera Jaujou), amb una salut fràgil, va morir el 1911, després d’alguns anys de malaltia.
El 1921, el director es va casar en segones núpcies amb la seva intèrpret de Vendémiaire, l'actriu Lugane (Georgette Lagneau) (1895-1966).
Louis Feuillade és l'avi de l'actor, guionista i director Jacques Champreux.

## Posteritat
Caigut en l'oblit amb l'arribada del cinema sonor, malgrat els surrealistes que li professaven la més viva admiració, la seva rehabilitació va començar després de la Segona Guerra Mundial gràcies a Henri Langlois, rescatador de les seves pel·lícules a partir de 1936 quan la Cinémathèque Française, i a cineastes com Georges Franju (cofundador de la Cinémathèque), Alain Resnais, François Truffaut, Jean-Luc Godard, Luis Buñuel i molts més…

## Testimonis
- Yvette Andréyor:

| « | Feuillade era el que s'anomena facilitador. Des del matí fins al vespre estava en un estat d'exaltació. I ho comunicava a tothom! Quin conversador més extraordinari... D'una intel·ligència i una erudició inigualables. Una mica colèric, però la seva ira no durava. La seva il·lusió el va absorbir fins a tal punt que va oblidar certes realitats. | » |